# Palais Noordeinde
Pour les articles homonymes, voir Noordeinde.
Le palais Noordeinde (en néerlandais : Paleis Noordeinde, [paːˌlɛis noːrtˈɛində]), à La Haye, est le « palais de travail » du roi des Pays-Bas. Il est également connu sous le nom de Het Oude Hof (« La Vieille Cour »).

## Histoire

### Origines modestes

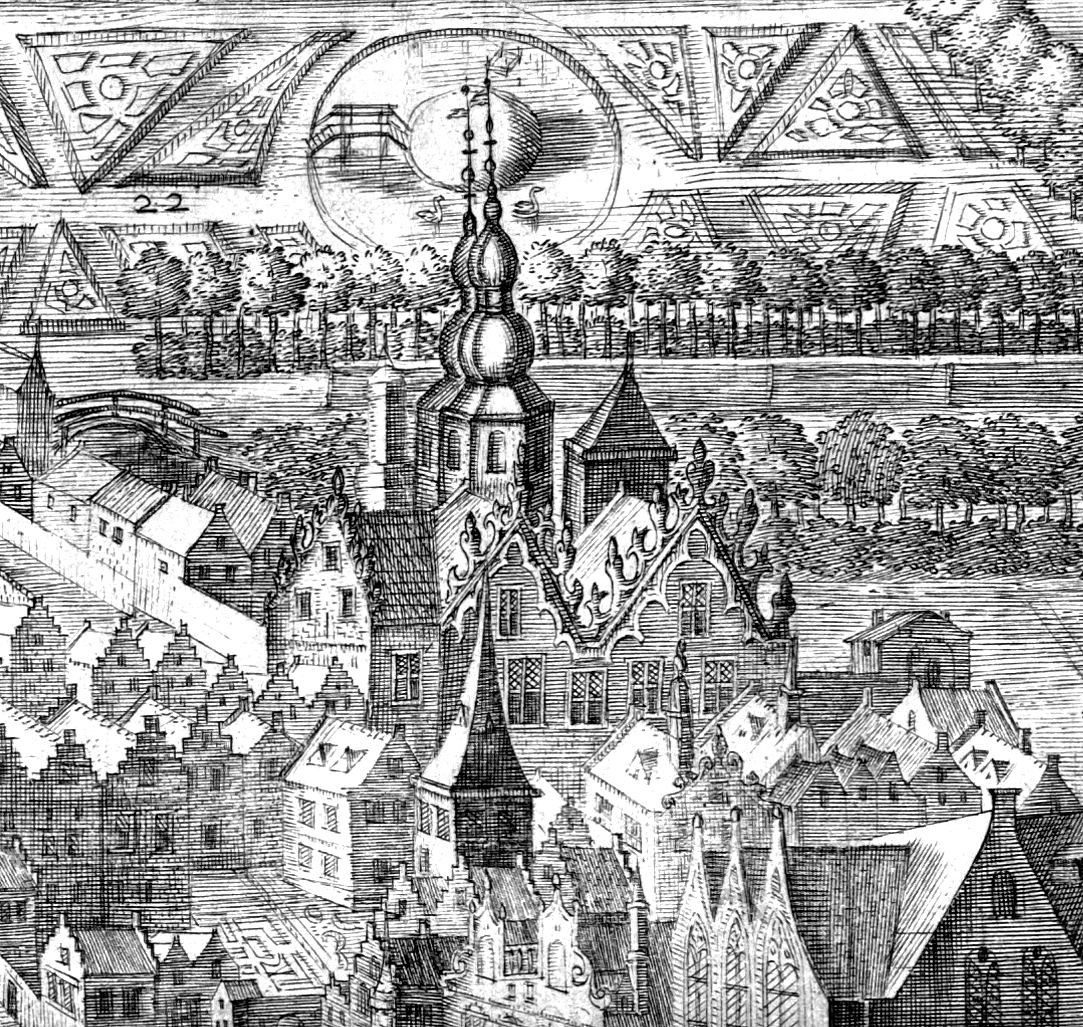
Représentation du palais en 1608.

Le palais est à l'origine une ferme médiévale construite à partir de 1533. Ses caves existent toujours. Acheté par les États généraux des Provinces-Unies en 1595, elle est mise à la disposition de Louise de Coligny, la veuve du prince d'Orange Guillaume le Taciturne, ainsi que de leur fils Frédéric-Henri de Nassau. En 1609, la ferme est cédée à la maison d'Orange-Nassau.

### Maison d'Orange-Nassau

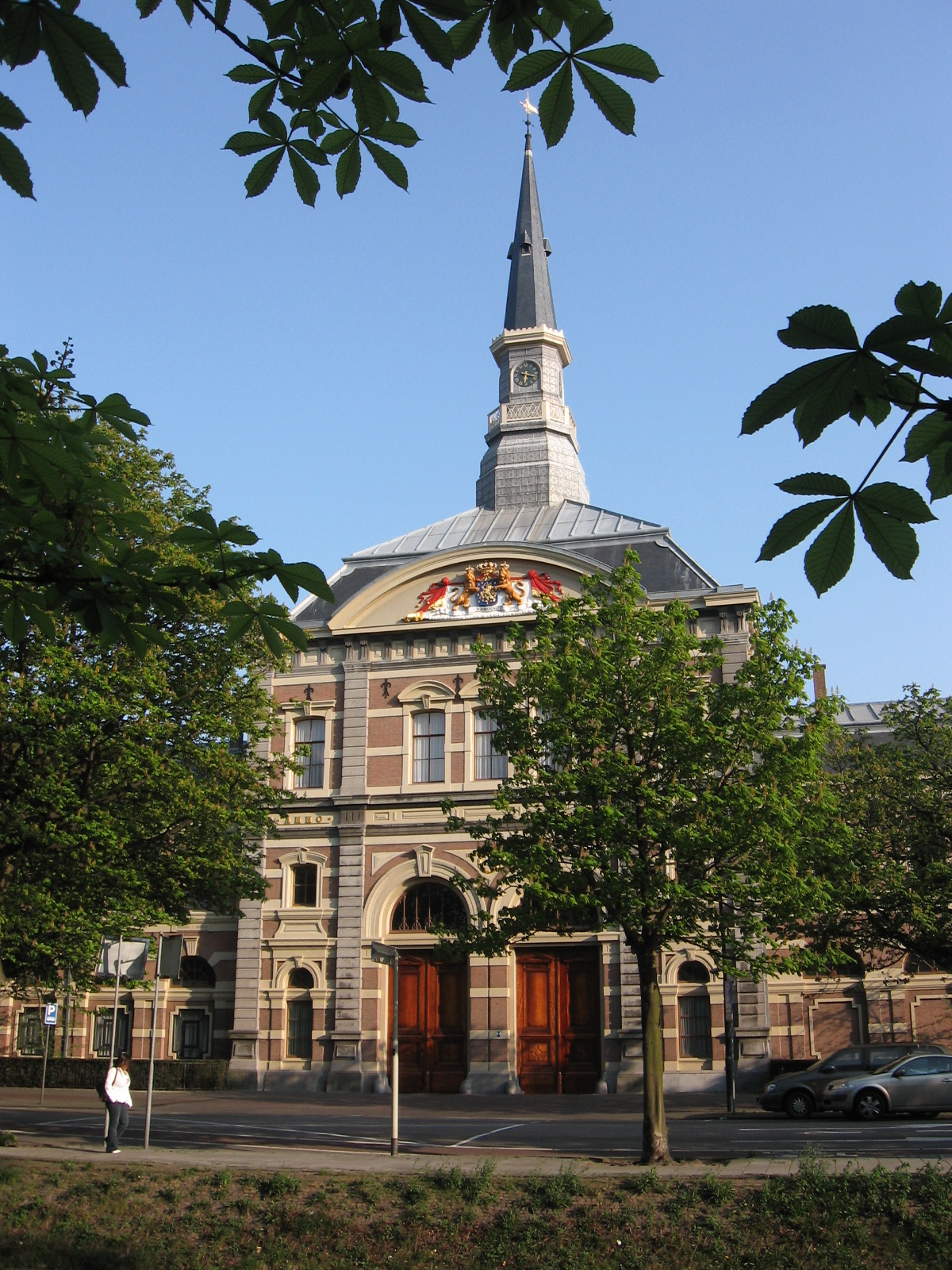
Les écuries royales en 2007.

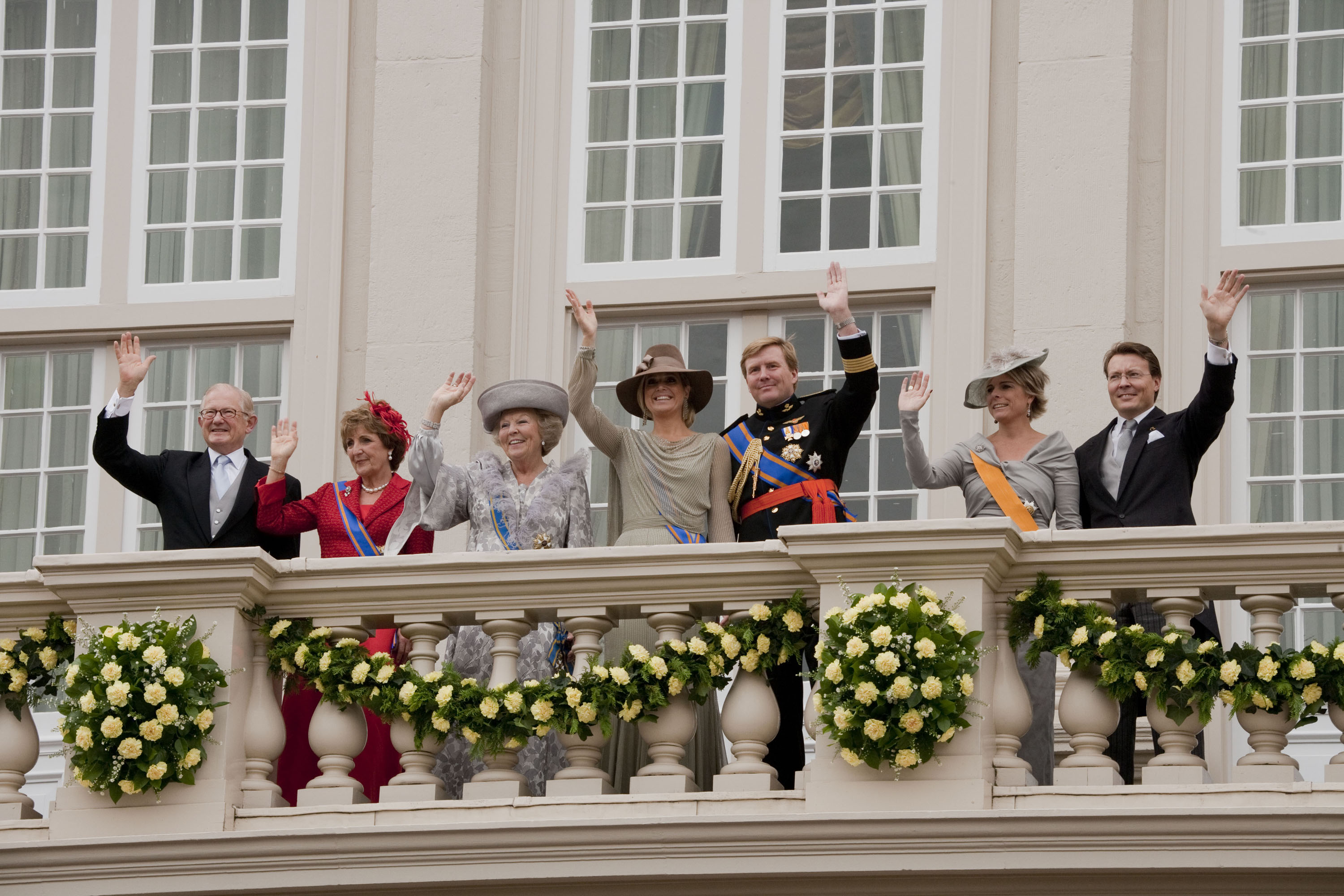
La famille royale au balcon du palais à l'occasion du Prinsjesdag de 2011.

À l'image de la Huis ten Bosch, Frédéric-Henri fait procéder à de nombreux agrandissements dans les années 1640 sous la direction de Jacob van Campen et Pieter Post. À la mort du stathouder en 1647, Amélie de Solms-Braunfels, sa veuve, y réside jusqu'à sa propre mort en 1675. À cette date, le palais devient propriété du nouveau stathouder, son petit-fils Guillaume III, futur roi d'Angleterre. Il passe à Frédéric Ier de Prusse en 1702 avant que Frédéric le Grand ne le revende au stathouder Guillaume V en 1754. Son fils y habite brièvement entre 1792 et 1795, date à laquelle la révolution batave chasse les Orange des Provinces-Unies.
Les Français confisquent le palais et le donnent « à la nation batave ». Il est depuis administré par l'État. Entre 1795 et 1798, la Vieille Cour abrite la légation française près la République batave, avant de devenir le siège du gouvernement de celle-ci jusqu'en 1805.

### Royaume des Pays-Bas
Les Français chassés en 1813, Guillaume Ier des Pays-Bas, devenu le premier roi des Pays-Bas, fait restaurer le palais et s'y installe en 1817. Guillaume II n'habitera pas au Noordeinde. En revanche, Guillaume III y réside souvent, malgré sa préférence pour Het Loo. La princesse Wilhelmine y est née en 1880 et elle y habitera jusqu'à la Seconde Guerre mondiale.
Noordeinde est ravagé par un incendie en 1948. Après des travaux de restauration débutés en 1976, le palais devient le lieu de travail de la reine Beatrix en 1984, intronisée quatre ans auparavant. Les jardins, la bibliothèque et les archives du palais sont ouverts au public. En 2013, date de l'intronisation en tant que roi des Pays-Bas de Guillaume-Alexandre, fils de Beatrix, le palais Noordeinde est maintenu comme lieu officiel de travail du souverain.

## Galerie

Intérieur du palais, photographié par Rob Croes en 1984.
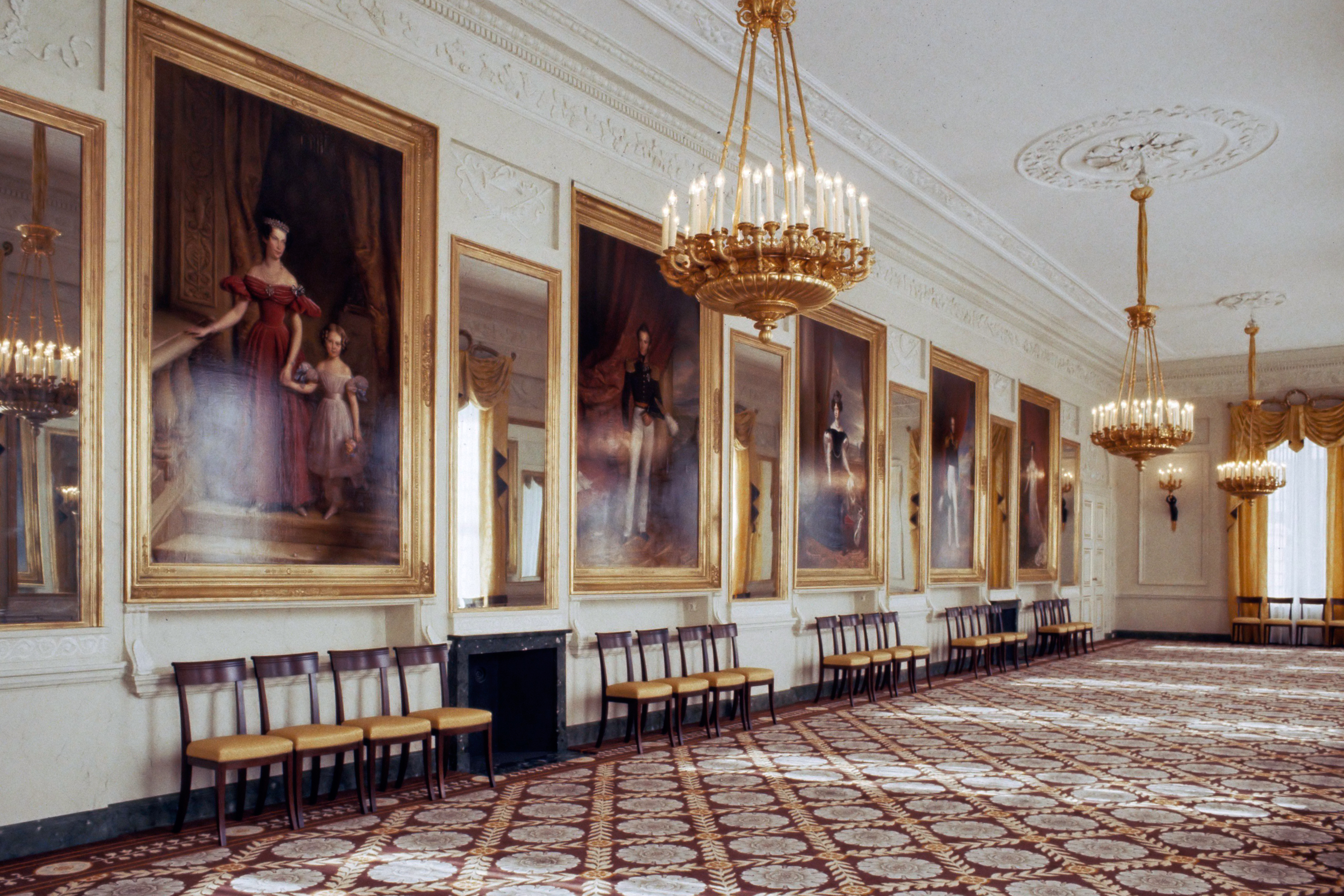
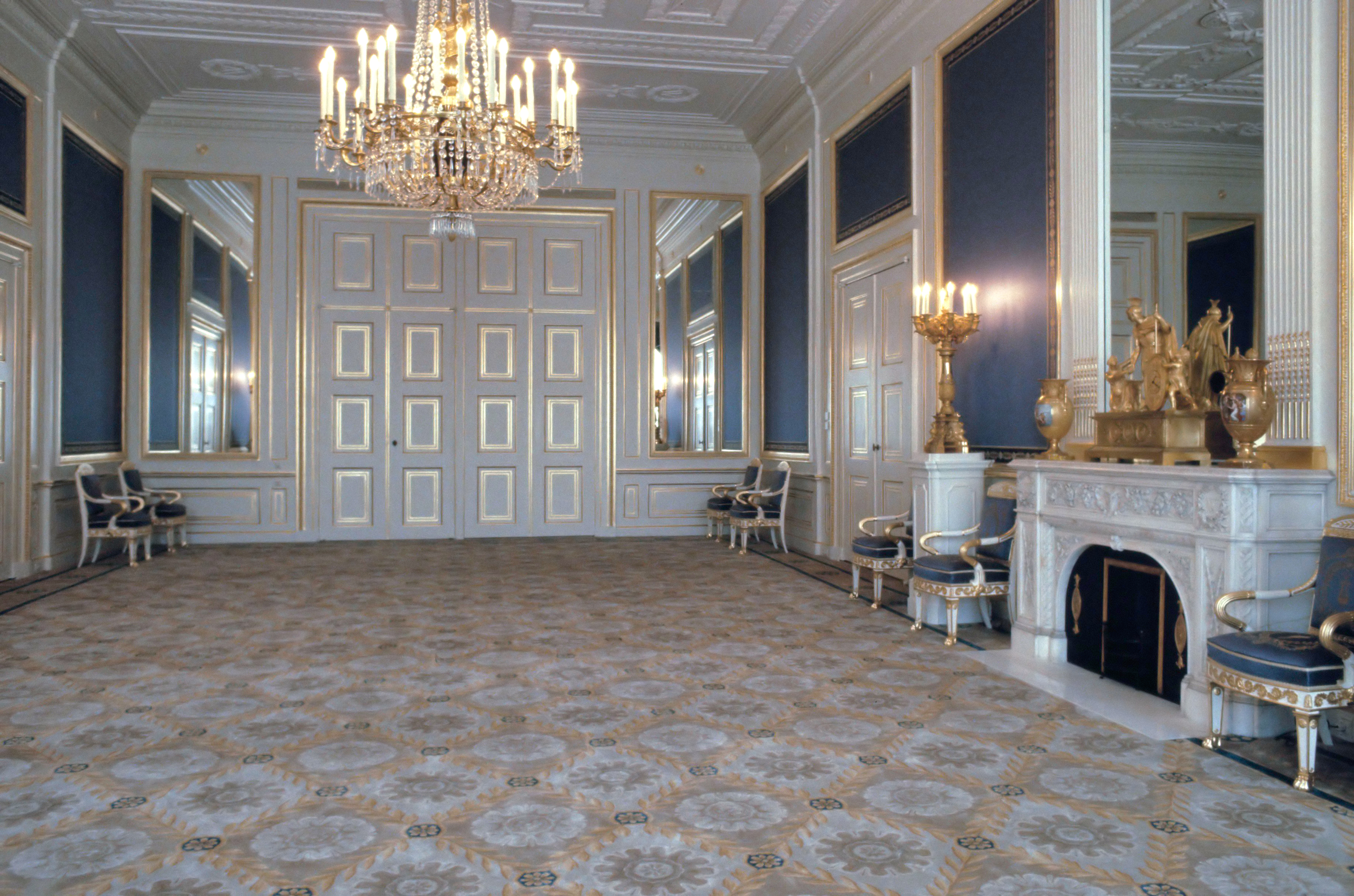
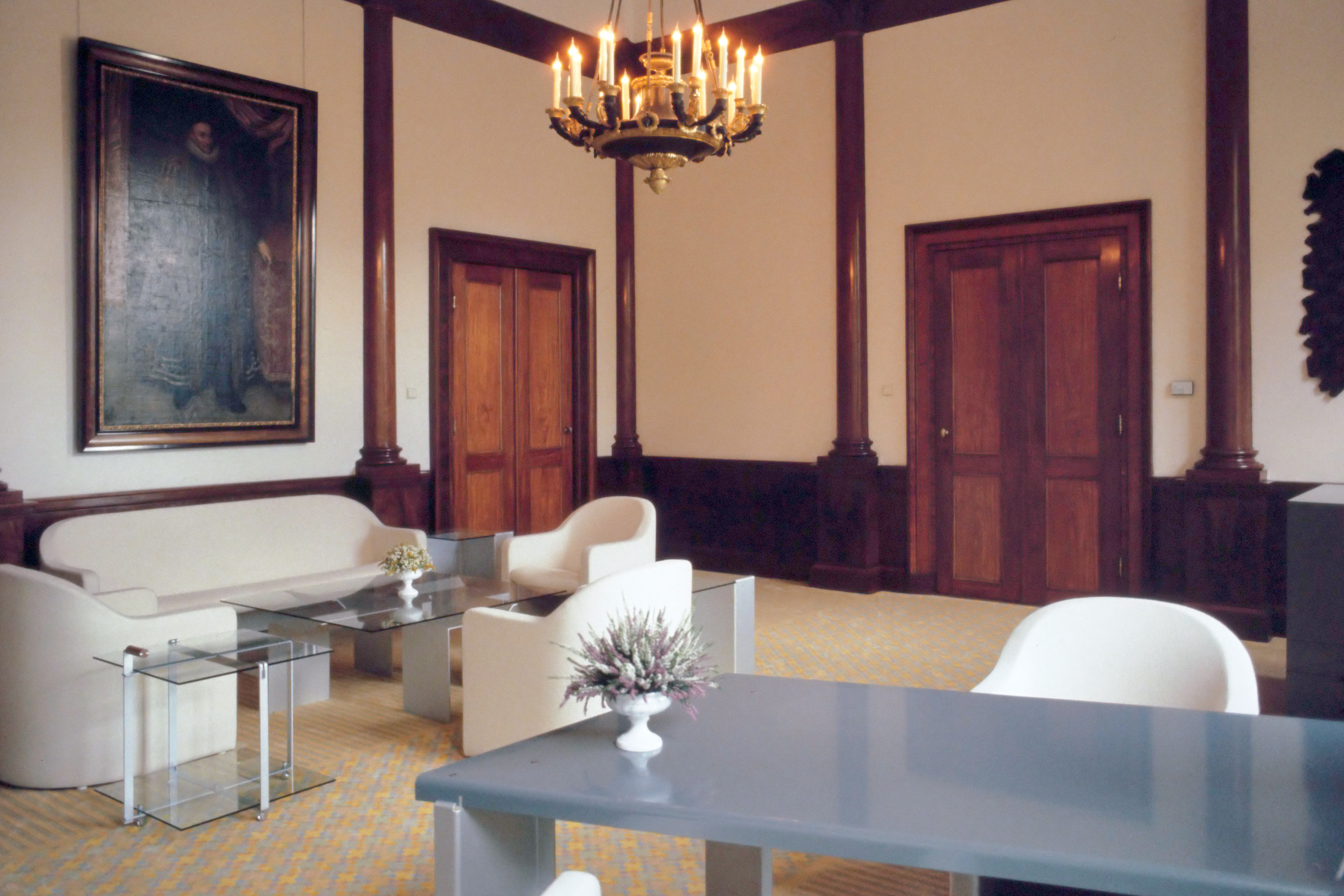
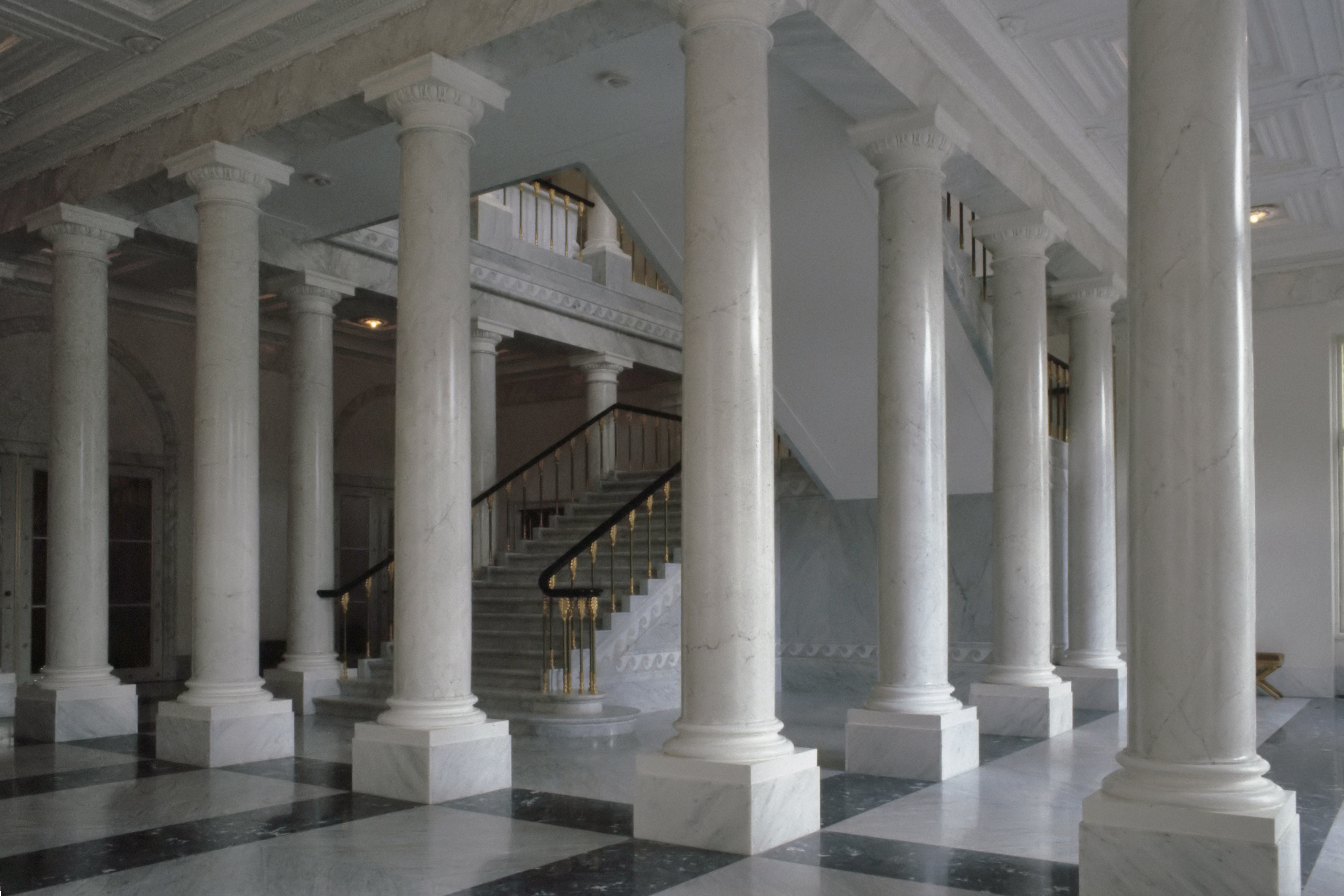